# Jaci
Jaci is een gemeente in de Braziliaanse deelstaat São Paulo. De gemeente telt 5.556 inwoners (schatting 2009).